# Styrelse
Styrelse, ledningsorgan som enligt lag ska finnas i bland annat aktiebolag och ekonomiska föreningar. Regler för styrelsens uppgifter och sammansättning och för hur den ska fungera finns i aktiebolagslagen och i lagen om ekonomiska föreningar. Även i ideella föreningar och andra slag av sammanslutningar finns det som regel styrelser. Ordet ingår i namnen på vissa myndigheter, exempelvis Styrelsen för teknisk utveckling.
En styrelse är en grupp personer, som av en huvudman eller årsmöte utsetts, att svara för löpande förvaltning och beslut i aktiebolag, förening, stiftelse eller annan juridisk person. En person, som sitter i en styrelse, kalls för styrelseledamot. Styrelsebeslut kan ibland, i särskilda fall, fattas per capsulam utan något fysiskt möte.

## Bolagsstyrelse

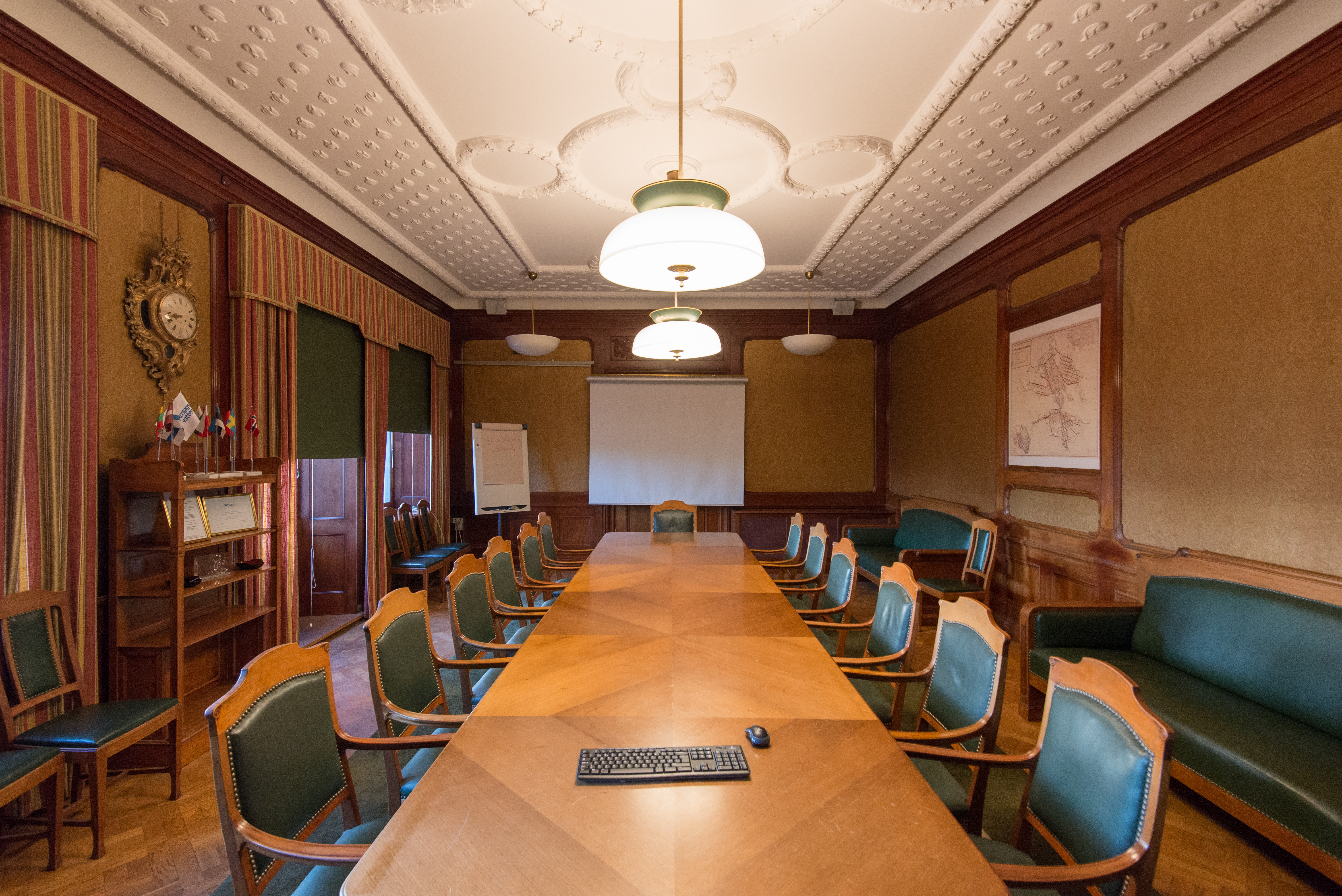
Stockholm Vattens styrelserum invigt 1906. Ursprungligen byggt för Stockholms gasverk.

I vissa europeiska och asiatiska länder finns det två separata styrelser. En styrelse för daglig verksamhet, direktion, och en bolagsstyrelse (väljs av aktieägare) för övervakning av direktionen. VD presiderar över direktionen och styrelseordföranden presiderar över bolagsstyrelsen. Dessa två roller kommer alltid, att innehas av olika personer i större bolag. Detta säkerställer en distinktion mellan ledningen av direktionen och styrning av bolagsstyrelsen, vilket möjliggör tydliga linjer av auktoritet. 
Syftet är, att förhindra att en intressekonflikt, och attför mycket makt koncentreras i händerna på en person. Här finns, vad gäller strukturen, en stark parallell till staten, som tenderar att separera den exekutiva och den beslutsfattande makten. 
I USA är ofta motsvarande bolagsstyrelsen vald av aktieägarna – Board of Directors – medan direktionen ofta kan kallas Executive Board, som består av VD och deras närmaste chefer (andra C-nivå tjänstemän, dotterbolagschefer). En företagsstyrelses huvuduppgift är i allmänhet, att utse en ledning med en verkställande direktör. Företagsstyrelser brukar väljas på en bolagsstämma.

## Föreningsstyrelse
Föreningsstyrelser brukar väljas på ett årsmöte. Flera föreningar, som tillsammans bildar ett förbund, kan ha en förbundsstyrelse, som normalt står över de enskilda föreningsstyrelserna och kan fatta samordnande beslut mellan föreningarna.